# Mestre racional
El mestre racional (magister racionalis) era un càrrec dins l'organització política i fiscal de la corona d'Aragó, encarregat de la tresoreria dels diversos regnes que la constituïen. N'hi havia dos tipus: el mestre racional reial que exercia el càrrec de tresorer reial i el mestre racional dels regnes que formaren la corona d'Aragó, que exercia de tresorer dels regnes. Per extensió, el terme s'aplicà a aquell qui era responsable dels comptes d'una organització.

## Servent reial
Aquest càrrec fou importat i introduït a finals del segle xiii a la corona tot seguint el model sicilià creat per Pere el Gran el 1283; L'ofici del mestre racional es consolidà amb la reforma de l'Administració financera duta a terme per Jaume el Just amb el nomenament d'un dels principals creditors del monarca, el ciutadà de Barcelona Arnau ça Bastida, com a Mestre Racional de la Cort el 1293.
Les funcions i atribucions definitives del càrrec foren definides en les Ordinacions de Pere III (1344). En aquestes es definien els quatre grans dignataris de la cort: el majordom, el camarlenc, el canceller i el mestre racional. Així el mestre racional esdevingué peça clau del consell reial fins que a finals del segle xv el càrrec fou substituït pel de Tresorer general amb la creació, l'any 1493, del Consell d'Aragó.

## Funcionari del Regne
Com s'ha indicat anteriorment també rep el nom de mestre racional el funcionari reial que tenia al seu càrrec el control de la comptabilitat de cada un dels regnes. Aquest registrava els comptes en l'anomenat llibre de definicions tot indicant les despeses i ingressos del patrimoni reial.
Així mentre que el mestre racional de la cort n'és un d'aquest tipus de funcionari en troben varis: Durant les Corts de 1419, Alfons V va crear, a petició dels tres braços, el càrrec de mestre racional del regne de València, desglossant-lo del mestre racional de la Cort. Així mateix, i possiblement en la mateixa data, es creà al Regne d'Aragó. El mestre racional del Principat tenia també jurisdicció sobre les Balears i Sardenya.
Aquest càrrec es donava amb caràcter vitalici i restava vinculat a nissagues familiars (com els Escrivà de Romaní, al Regne de València, o els Gralla, al Principat).

## Tasques
El mestre racional té grans prerrogatives en l'administració. Tots els funcionaris que recapten o paguen diners de les finances reials i els funcionaris de la cort li han de retre comptes. Els seus subordinats (el tresorer i l'escrivà de ració) són verificats per ell.
Comptablement el mestre racional portà tres llibres:
- Llibre de notaments : on són anotades les despeses que fan els batlles generals, el procurador general i els administradors de les rendes reials per a les despeses corrents de l'any (en especial els salaris dels subalterns)
- Llibre d'albarans dels comptes: on són anotades les despeses dels funcionaris financers dels Estats de la monarquia i dels funcionaris de la cort, junt amb els justificants aportats per aquests.
- Llibre ordinari: s'hi consignen els ingressos i despeses reials.

Així mateix el mestre racional s'encarregà de la persecució de la falsificació de moneda, fet freqüent en els segles xiii i xiv. El Mestre racional disposava d'un lloctinent, que el representava en la seva absència i dotze escrivans.

## Particularitats al Regne de València
A principis del segle xv el càrrec va ser esqueixat entre els diversos estats de la Corona i així va nàixer el mestre racional valencià: «La seva tasca principal residia en el control financer de tots aquells funcionaris i persones que administraven i manejaven les rendes i els diners del Patrimoni Reial al regne de València. Examinava i definia comptes per poder presentar un balanç final de la seva gestió» El primer mestre racional valencià va ser Berenguer Minguet, que provenia de l'ofici del mestre racional de la cort a Barcelona, nomenat pel rei Alfons el Magnànim el 1419 a petició de les Corts reunides aquell any i després del lliurament al rei d'un gran donatiu" per a les empreses italianes del monarca. A diferència del càrrec del batle general, un per cada governació del Regne de València, hi havia un únic mestre racional per a tot el regne.
Al Regne de València, segons narra Vicent Boix al seu llibre «Apunts històrics sobre els Furs de l'antic Regne de València» (en castellà), les seves atribucions consistien en el cobrament de les rendes que pertanyien a la ciutat; pagava el sou als dependents de la mateixa; portava el compte i la raó dels interessos públics; exercia jurisdicció contra els que atacaven l'autoritat dels Jurats, i nomenava els togats consultors, que jutjaven en nom i representació. La seva dotació era de cent lliures anuals.
El càrrec al principi era perpetu; després es va fer triennal. Si durant el seu ofici moria o s'incapacitava el racional, s'encarregava internament d'aquest ofici el ciutadà al capdavant, o primer dels jurats ciutadans. El mestre racional, passats els tres anys del seu ofici, no podia ser reelegit fins que n'hagueren transcorregut tres més.
El 1599 es va crear un altre síndic, i des d'aleshores el primer es denominava de la Cambra, o Cambra, perquè intervenia en els negocis secrets de les juntes, i hi tenia vot en qualitat de defensor del poble, semblant als tribuns de la plebs, els interessos dels quals representava. L'altre Síndic es deia del Racionalat; perquè era del càrrec instar les cobrances davant el mestre racional, intervenint en els negocis de la Generalitat i en els interessos públics. Si durant el seu ofici els síndics eren promoguts al rang de cavallers, no cessaven per això en el seu destí.
El síndic de la Cambra o dels Jurats gaudia un sou de dues-centes lliures, i a més el dret a les propines, que li corresponien als actes literaris de la Universitat. El síndic del Racionalat gaudia de la mateixa pensió, i cinquanta lliures més per drets de defensa i exacció.